# Charles Henry Kunsman
Charles Henry Kunsman (7 juny 1890, Flicksville, Pennsilvània, EUA - 15 abril 1970, Berkeley, Califòrnia, EUA) fou un físic estatunidenc, conegut per haver col·laborat amb Clinton Joseph Davisson en l'estudi de la dispersió d'electrons en cristalls, investigació que culminaria posteriorment amb l'experiment de Davisson-Germer que demostrà la naturalesa ondulatòria dels electrons.

## Vida
Kunsman era fill d'Allison ì Emma (Thomas) Kunsman, estudià a la Universitat Estatal de Pennsilvània, graduant-se el 1914. Realitzà un màster a la Universitat de Califòrnia el 1915 i s'hi doctorà el 1920. Fou professor de física a Los Gatos, Califòrnia, el 1918, cap del departament de física del New Mexico College of Agriculture and Mechanical Arts (ara Universitat de Nou Mèxic), 1915-1917. Aconseguí una beca d'investigador a la Universitat de Califòrnia pel període 1918-1920. Després treballà als Laboratoris Bell de Nova York de la companyia de telecomunicacions nord-americana American Telephone and Telegraph (AT&T) investigant la reflexió d'electrons per part dels metalls. Des del 1923 treballà al departament d'Agricultura de l'Estat Units al Fixed Nitrogen Research Laboratory i es retirà el 1959. Es casà amb Leof Elizabeth Mills

## Obra
Des del 1921 juntament amb Clinton Joseph Davisson publicà diferents articles sobre la dispersió d'electrons per part de cristalls de diferents metalls (níquel, alumini, platí i magnesi). Al Bureau of Chemistry and Soils realitzà investigacions sobre la fixació de nitrogen als sols i sobre fertilitzants. També realitzà recerca sobre la penetració de la radiació a la Terra, descàrregues a baixa pressió, termoiònica i descobrí una nova font d'ions positius.